# Tanytarsus macrochirus
Tanytarsus macrochirus är en tvåvingeart som först beskrevs av Jean-Jacques Kieffer 1911.  Tanytarsus macrochirus ingår i släktet Tanytarsus och familjen fjädermyggor. Inga underarter finns listade i Catalogue of Life.